# Svanemølleanlægget
Svanemølleanlægget er et idrætsanlæg på Østerbro, som bl.a. er hjemsted for tennis- og fodboldklubben B93.